# Малое Городище (Пермский край)
Малое Городище — деревня в Соликамском районе Пермского края. Входит (с 2019 г.) в муниципальное образование Соликамский городской округ.

## История
До 1 января 2019 гг. деревня входила в муниципальное образование «Соликамский район». Когда муниципальный район был упразднен, то все входившие в его состав поселения, включая Половодовское сельское поселение, были упразднены и объединены с городским округом в новое единое муниципальное образование городской округ Соликамский.
В то же время деревня входит в АТЕ Соликамский район, который сохраняет свой статус как административно-территориальная единица края.

## География
Географическое положение
Расположена на правом берегу реки Усолка, примерно в 15 км к северо-западу от центра поселения, села Половодово, и в 7 км к северо-востоку от районного центра, города Соликамск.
Улицы
Уличная сеть
- Дачная ул.
- Мира ул.

## Население
| 2010 |
| ---- |
| 30   |

## Топографические карты
- Лист карты O-40-6 Тюлькино. Масштаб: 1 : 100 000. Издание 1978 г.